# 히차커

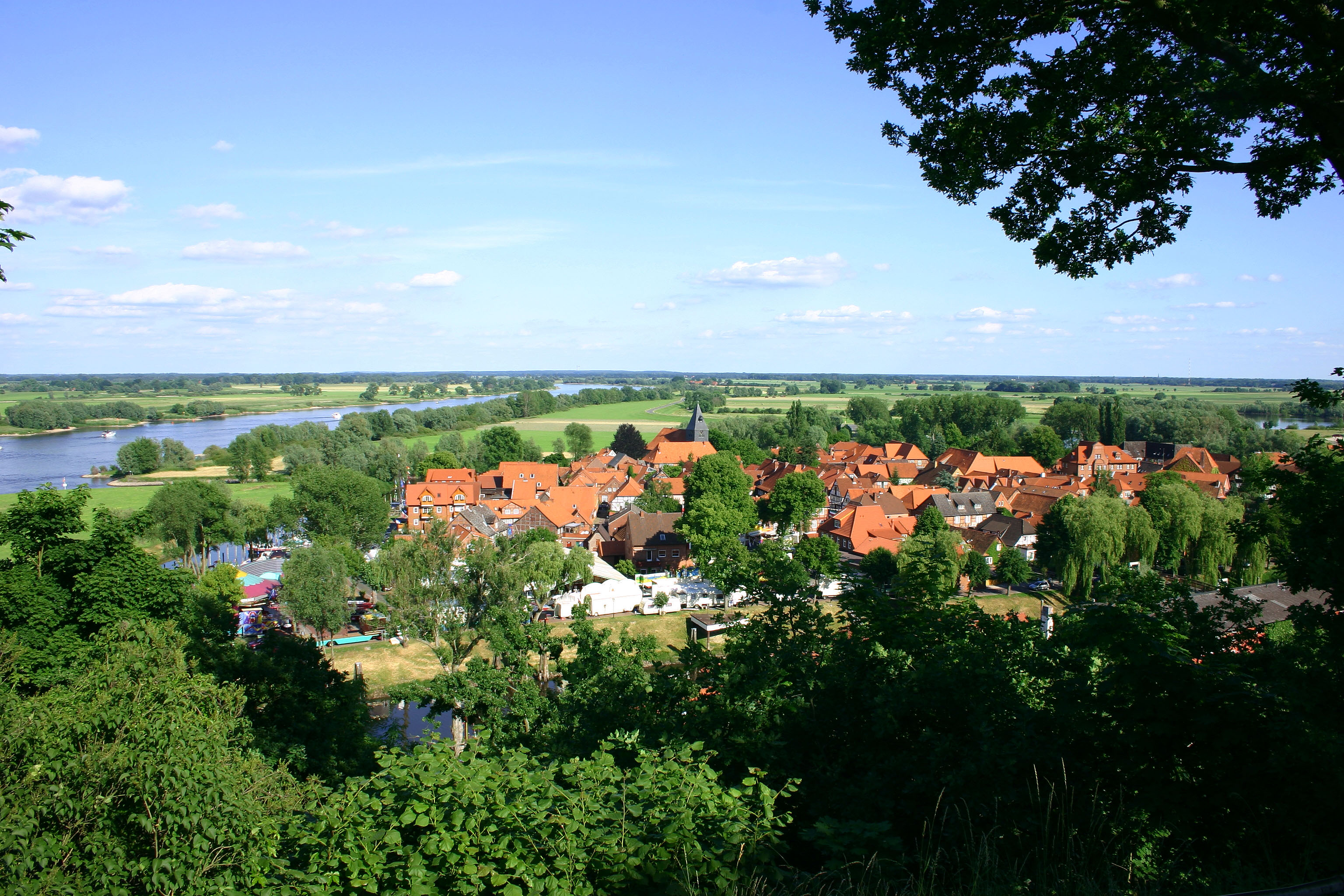
히차커

히차커(독일어: Hitzacker)는 독일 니더작센주에 있는 도시이다.